# 硬毛拉拉藤
硬毛拉拉藤（学名：Galium boreale var. ciliatum）为茜草科拉拉藤属下的一个变种。

## 扩展阅读
- 維基物種上的相關：硬毛拉拉藤